# Buda sentado de Gandhara
El Buda sentado de Gandhara es una antigua estatua de Buda descubierta en el lugar de Jamal Garhi en la antigua Gandhara, lo que hoy en día es Pakistán, que data del siglo II o III d. C. Está ahora en la sala 33 del Museo Británico. Estatuas del "Iluminado" no se elaboraron hasta el siglo I d. C., antes de que Buda fuera representada por símbolos anicónicos como su huella. Como otros ejemplos de arte greco-budista o de Gandhara, la estatua muestra influencia del arte griego antiguo, pues la región había sido parte del reino grecobactriano establecido por Alejandro Magno.

## Descripción
La estatua fue tallada en esquisto, mostrando cada detalle, incluso hasta mostrando las uñas. La pose, que iba a ser una de una serie de la estandarizadas, muestra a Buda como un maestro poniendo la rueda de Dharma en movimiento (Dharmachakra Mudrā). Buda hizo esto después de su iluminación y después de pronunciar su primer sermón en la reserva de ciervos de Sarnath cerca de Benarés en Uttar Pradesh. La estatua se elaboró en el siglo II o en el III y aunque Buda vivió en el siglo IV a. C. esta es una de las primeras representaciones. Las estatuas del "iluminado" no se realizaron hasta el siglo I d. C. Durante los primeros cuatrocientos años desde la muerte de Buda fue representado por símbolos solo, como por ejemplo su huella.
Esta estatua sirvió de inspiración de un programa de BBC Radio 4 en la serie titulada Una historia del mundo en cien objetos en mayo de 2010. El programa trató el cambio que permitió representar a Buda en estatua en lugar de sólo con símbolos como se hizo antes.
La figura de Buda se muestra sobre un cojín en un trono o plataforma. En frente del trono hay una figura mucho más pequeña de un bodhisattva con un turbante y halo, flanqueado por figuras arrodilladas de un hombre y una mujer, representando (probablemente) retrato votivo de una pareja que pagó por la estatua.

## Estatuas similares
Hay una estatua similar tallada en esquisto negro en la Galería de arte de la universidad de Yale Otra estatua comparable fue vendida por Christie's en septiembre de 2009 por $218,500. Esa estatua databa de la misma época y lugar y tenía 66 cm de alto. Estos budas son ampliamente considerados como las más raras de todas las esculturas budistas y a pesar de la iconoclasia, se pueden encontrar en los museos de Francia, Alemania, Japón, Corea, China, India, y Afganistán así como algunas que todavía quedan en Pakistán.

## Galería

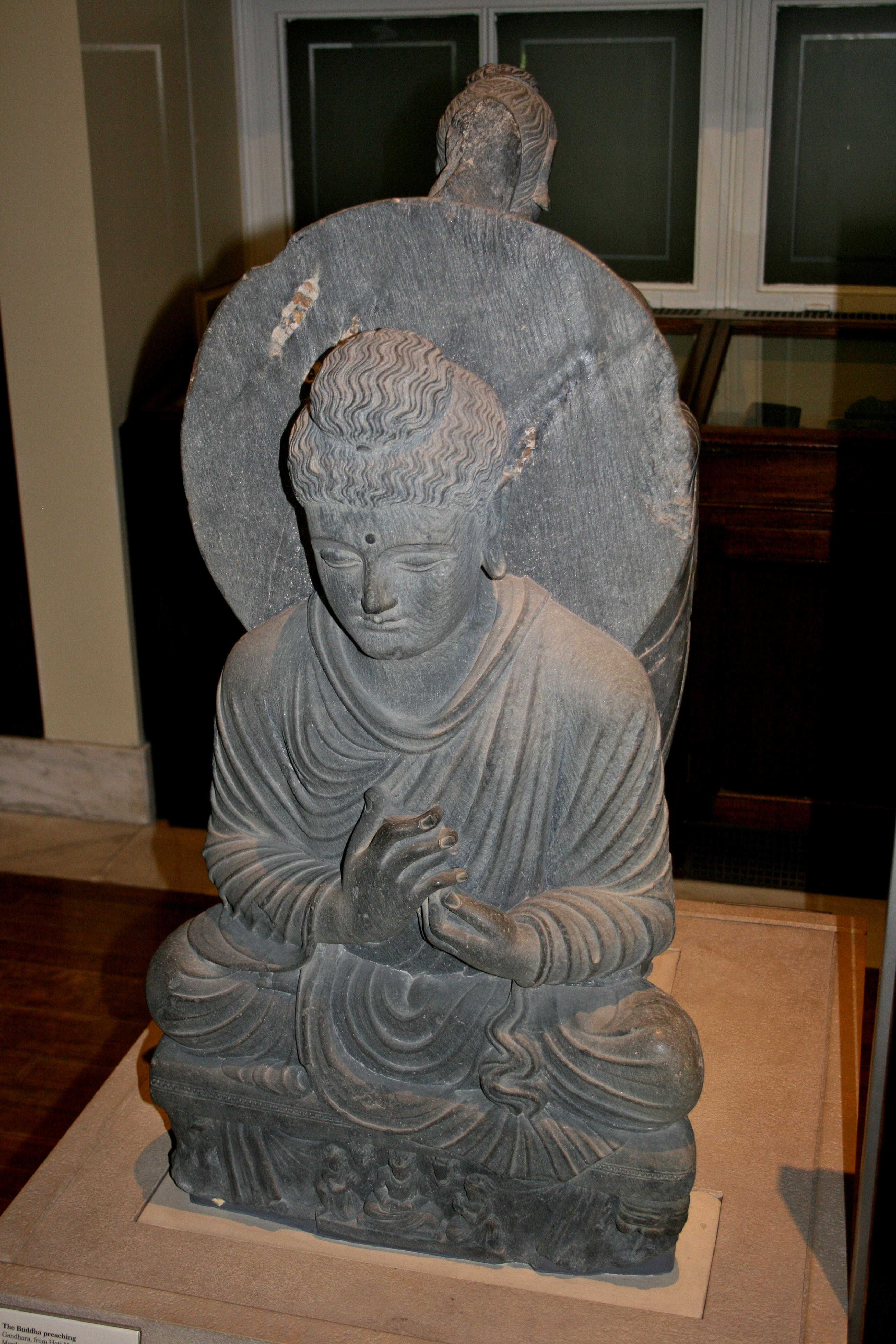
Otra vista del Buda sentado en el Museo Británico
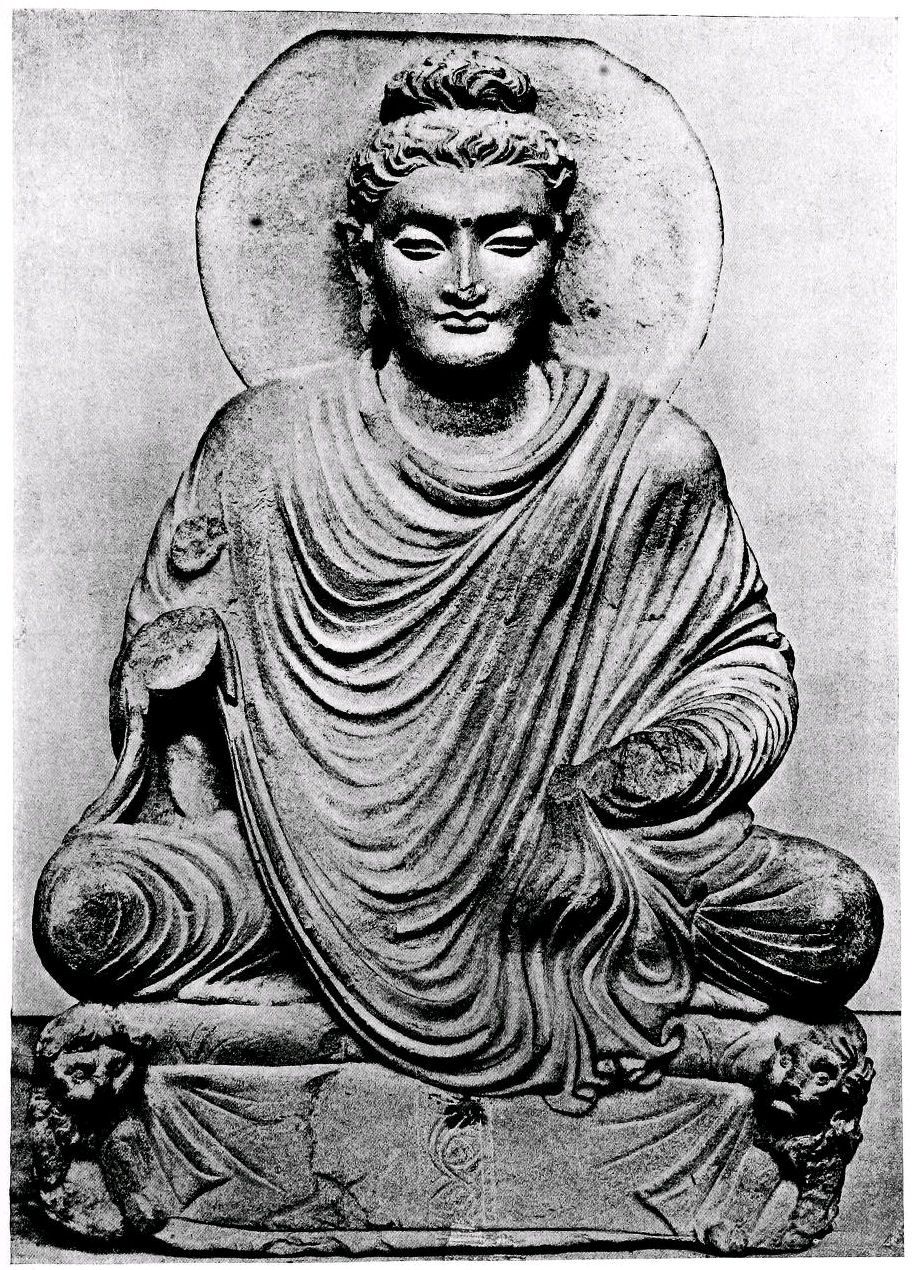
Buda sentado, Gandhara, Museo de Berlín.
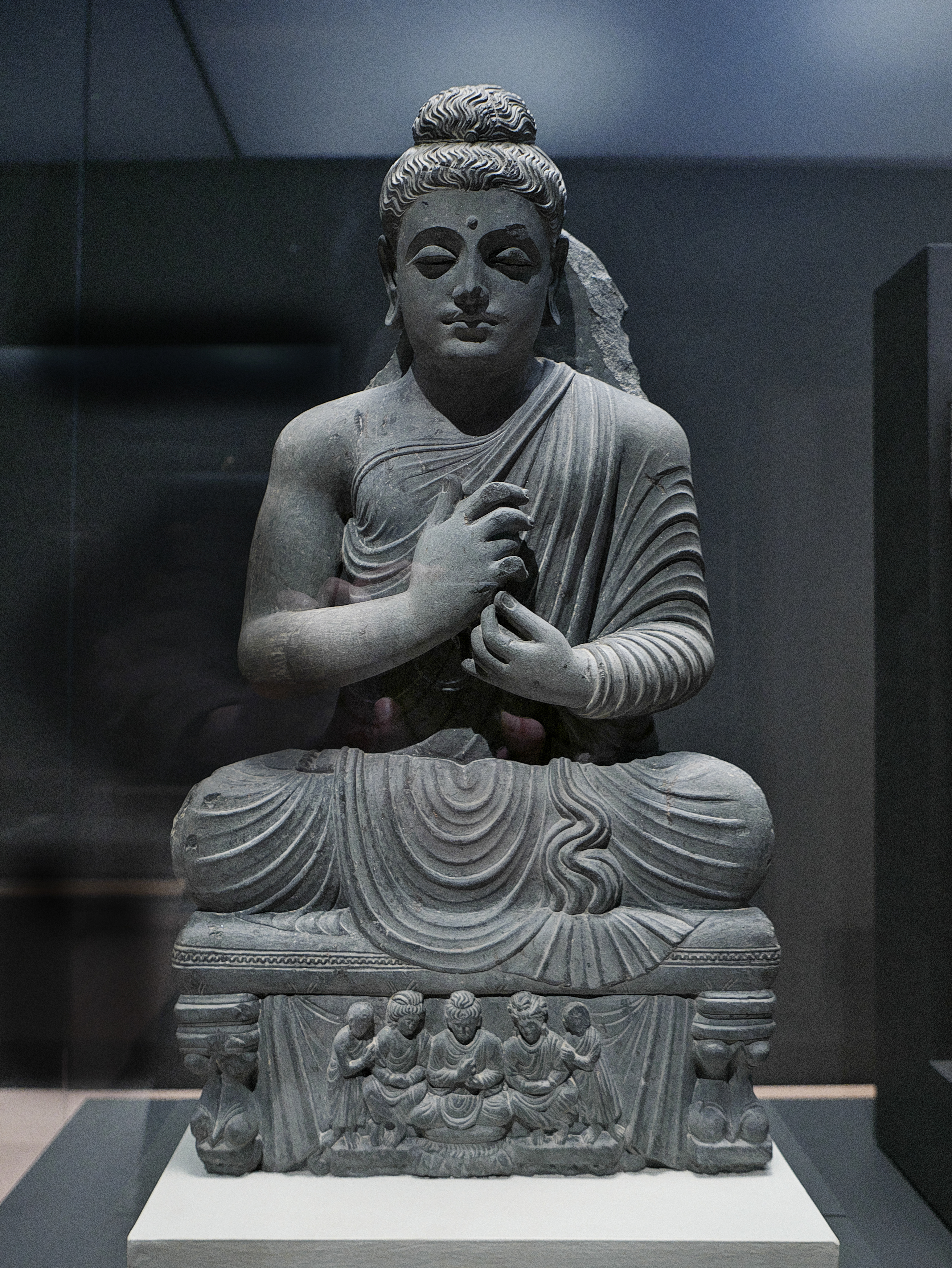
British Museum